# Heiner Böhmer
Heiner Böhmer (* 25. April 1962 in Mainz) ist ein deutscher Romanist.

## Leben
Nach dem Studium der Allgemeinen Sprachwissenschaft, Romanistik und Philosophie erwarb er die Promotion 1993 bei Dieter Seelbach in Mainz und die Habilitation 1998 bei Wolfgang Raible in Freiburg im Breisgau. Seit 2004 ist er Professor für Romanistik: Sprachwissenschaft (Spanisch und Französisch) an der TU Dresden.

## Schriften (Auswahl)
- Komplexe Prädikatsausdrücke im Deutschen und Französischen. Theoretische Aspekte, kontrastive Aspekte, Aspekte der Anwendung. Frankfurt am Main 1994, ISBN 3-631-47150-5.
- Grammatikalisierungsprozesse zwischen Latein und Iberoromanisch. Tübingen 2010, ISBN 978-3-8233-6564-8.
- Die syntaktische Progression im Spanischen. Grundlinien einer integrativ-dynamischen Grammatik. Hamburg 2016, ISBN 3-8300-9179-6.